# Задорожье (Могилёвская область)
Задоро́жье (бел. Задарожжа) — деревня в составе Паршинского сельсовета Горецкого района Могилёвской области Белоруссии. Ранее входила в состав Горского сельсовета.

## Население
- 1999 год — 228 человек
- 2010 год — 166 человек